# Уэст-Олбани (тауншип, Миннесота)
Уэст-Олбани (англ. West Albany) — тауншип в округе Уабаша, Миннесота, США. На 2000 год его население составило 439 человек.

## География
По данным Бюро переписи населения США площадь тауншипа составляет 92,5 км², из которых 92,1 км² занимает суша, а 0,4 км² — вода (0,45 %).

## Демография
По данным переписи населения 2000 года здесь находились 439 человек, 147 домохозяйств и 122 семьи.  Плотность населения —  4,8 чел./км².  На территории тауншипа расположено 153 постройки со средней плотностью 1,7 построек на один квадратный километр. Расовый состав населения: 97,04 % белых, 0,91 % азиатов, 1,82 % — других рас США и 0,23 % приходится на две или более других рас. Испанцы или латиноамериканцы любой расы составляли 2,05 % от популяции тауншипа.
Из 147 домохозяйств в 42,9 % воспитывались дети до 18 лет, в 68,7 % проживали супружеские пары, в 6,1 % проживали незамужние женщины и в 17,0 % домохозяйств проживали несемейные люди. 11,6 % домохозяйств состояли из одного человека, при том 2,7 % из — одиноких пожилых людей старше 65 лет. Средний размер домохозяйства — 2,99, а семьи — 3,29 человека.
31,2 % населения — младше 18 лет, 8,7 % — в возрасте от 18 до 24 лет, 27,6 % — от 25 до 44, 24,8 % — от 45 до 64, и 7,7 % — старше 65 лет. Средний возраст — 33 года. На каждые 100 женщин приходилось 115,2 мужчин.  На каждые 100 женщин старше 18 приходилось 117,3 мужчин.
Средний годовой доход домохозяйства составлял 48 125 долларов, а средний годовой доход семьи —  53 000 долларов. Средний доход мужчин —  34 688  долларов, в то время как у женщин — 21 146. Доход на душу населения составил 17 768 долларов. За чертой бедности находились 6,1 % семей и 5,8 % всего населения тауншипа, из которых 4,2 % младше 18 и 23,1 % старше 65 лет.